# 1311

## Esdeveniments
- 15 de març - Darrera gran batalla dels almogàvers. Victòria catalana davant l'exèrcit franc en la batalla del Cefís (Grècia).
- 18 de març, la Cancelleria papal expedeix la butlla Dudum ad eliciendum, destinada a permetre la tortura als templers per que confessin la seva culpabilitat.[1]
- Giovanni Pisano acaba les seves obres al púlpit de la catedral de Pisa[2]
- 16 d'octubre: inici del Concili de Viena
- La maestà de la catedral de Siena s'exposa per primer cop

## Naixements
- Alfons XI de Castella

## Necrològiques
- 29 de maig - Mallorca: Jaume II, rei de Mallorca i comte del Rosselló i la Cerdanya i senyor de Montpeller (n. 1243).[3]
- Arnau de Vilanova, metge